# اند وان
اند وان (انگلیسی: And One) یک گروهٔ موسیقی موج نو، سینث‌پاپ و ئی‌بی‌ام می‌باشد که توسط استیون نقوی و کریس رویز در سال ۱۹۸۹ پایه‌گذاری شده‌است.

## ترانه‌شناسی

### آلبوم‌های استودیویی
- ۱۹۹۱: پریشان
- ۱۹۹۲: فلاپ!
- ۱۹۹۳: نقطه
- ۱۹۹۴: آی.اس.تی
- ۱۹۹۷: نوردهاوزن
- ۱۹۹۸: ۹.۹.۹۹ ۹ یواچ‌آر
- ۲۰۰۰: سوپراستار باکره
- ۲۰۰۳: پرخاشگر
- ۲۰۰۶: بادی‌پاپ
- ۲۰۱۱: تنزومات
- ۲۰۱۲: ا.ی.س.ت.
- ۲۰۱۴: آهن‌ربا
- ۲۰۱۴: پیش‌ران
- ۲۰۱۴: آشتونگ ۸۰